# Stara Jaworzynka
Stara Jaworzynka lub po prostu Jaworzynka (słow. Javorinka) – zalesione reglowe wzniesienie w grani głównej Tatr, po północnej stronie Tatr Bielskich. Administracyjnie położone jest na terenie słowackiej miejscowości Zdziar. Nazwę Javorinka ma również w języku węgierskim i niemieckim. Są dość znaczne różnice w podawanych przez poszczególne źródła wysokościach: większość map podaje 1505 m. Wielka encyklopedia tatrzańska 1464 m. Stara Jaworzynka znajduje się prawie na północnym krańcu grani głównej Tatr – od Zdziarskiej Przełęczy, na której grań ta się kończy, oddzielają ją tylko mało wybitne wzniesienia i płytkie przełęcze: Błotne Siodło (1124 m), Mały Przysłop (1135 m), Podspadzkie Siodło (1103 m) i Długi Wierch (1129 m). Grzbiet Jaworzynki jest niemal poziomy, od północno-wschodniej grani Hawrania oddziela go przełęcz Stare Siodło (1472 m).
Stoki zachodnie opadają do Doliny Czarnego Potoku, wschodnie do Strzystarskiego Żlebu, północne do Dolinki Błotnej. W kierunku wschodnim w stoki Jaworzynki wcina się jeszcze krótki Złoty Żleb. Część północno-zachodniego grzbietu Starej Jaworzynki obrywa się ku Dolinie Czarnego Potoku pionowym murem skalnym o długości około 700 m i wysokości dochodzącej do 60 m – jest to Biała Ściana. Od nazwy tego tworu pochodzi popularne wśród taterników powiedzenie: „Tatry ciągną się od Białej Ściany do Białej Skały”. Główna grań Tatr przebiega jedynie przez kulminację tego muru, skręcając następnie na północny wschód do Błotnego Siodła, grzbiet Białej Ściany zbiega natomiast w stronę Zadniej Polanki w Dolinie Czarnego Potoku. Na południowych stokach i pod przełęczą Stare Siodło znajduje się duża Stara Polana, a na północno-wschodnim ramieniu niewielka Złota Polanka. Szczytowa grańka ma charakter lesisto-trawiasto-kosówkowy. Od 1954 r. wypas w całych Tatrach Bielskich został zniesiony i stanowią one obszar ochrony ścisłej TANAP-u. Stara Jaworzynka jest turystycznie niedostępna.